# Mine d'Halemba
La mine d'Halemba est une mine souterraine de charbon située en Pologne.